# Pereiaslavske, Pereiaslav-Hmelnițki
Pereiaslavske (în ucraineană Переяславське) este o comună în raionul Pereiaslav-Hmelnițki, regiunea Kiev, Ucraina, formată numai din satul de reședință.

## Demografie
Componența lingvistică a comunei Pereiaslavske
     Ucraineană (96,09%)
     Rusă (3,55%)
     Alte limbi (0,36%)
Conform recensământului din 2001, majoritatea populației comunei Pereiaslavske era vorbitoare de ucraineană (96,09%), existând în minoritate și vorbitori de rusă (3,55%).